# سمكة الببغاء الأزرق
سمكة الببغاء الأزرق (بالإنجليزية: Blue parrotfish)‏ (الاسم العلمي: Scarus coeruleus) هي أحد أعضاء فصيلة الأسماك الببغائية، تتواجد في الشعاب المرجانية في المياه الضَحلة الموجودة في المناطق الاستوائية وشبه الاستوائية في الجزء الغربي من المُحيط الأطلسي ومنطقة البحر الكاريبي.

## الوصف
تظهر هذه السمكة باللون الأزرق المُتجانس مع وجود بقعة صفراء على رأسها تتلاشى مع التقدم في السن. يبلغ متوسط طولها عادةً بين 30-75 سم ومن الممكن أن تصل إلى 1.2 متر كأقصى طول لها، كما يَظهر لديها مِنقار كبير مثل الببغاء تستخدمه في كشط الطحالب والكائنات الصغيرة من الصخور، كما تمتلك أسنان بلعومية تعمل على طحن الصخور المُبتلعة من الرمال. يبلغ وزنها حوالي 20 باوند، ولا يُوجد أي أنواع أخرى من الأسماك تمتلك نفس لونها.

## التكاثر
تتجمع أسماك الببغاء الأزرق في مجموعات في فصل الصيف حيثُ تقوم بوضع البيض. يحدث الإخصاب ثم تقوم الإناث بوضع البيوض في عمود ماء وبعد ذلك تنزل إلى قاع البحر، حيثُ يفقس البيض بعد حوالي 25 ساعة.

## التوزيع والموطن
تم العثور على أسماك الببغاء الأزرق في الشعاب المرجانية على عمق 3-25 متر في الجزء الغربي من المحيط الأطلسي ابتداءاً من ولاية ماريلاند في الولايات المتحدة حتى برمودا وجزر البهاما وجنوب البرازيل، وتتواجد هذه الأسماك في جميع أنحاء الهند الغربية ولكنها غير موجودة في الجزء الشمالي لخليج المكسيك.

## الغذاء
يعتمد النظام الغذائي لسمكة الببغاء الأزرق بشكل أساسي على الكائنات الصغيرة الموجودة في الرمل وعلى كشط الطحالب عن الصخور، حيثُ تقضي هذه الأسماك حوالي 80% من وقتها في البحث عن الطعام.

## الحالة
تتواجد أسماك الببغاء الأزرق بشكل وفير في نطاق واسع، كما أنها تتواجد في عدد من المحميات البحرية، وعلى الرغم من قيام الصيادين باستهداف الأفراد الكبيرة منها إلى أنَّ وجود هذه الأسماك مُستقر حتى الآن، لِذلك تُصنف هذه الأسماك ضمن الأنواع غير المهددة أو خطر انقراضها ضعيف جِداً.

## معرض الصُور

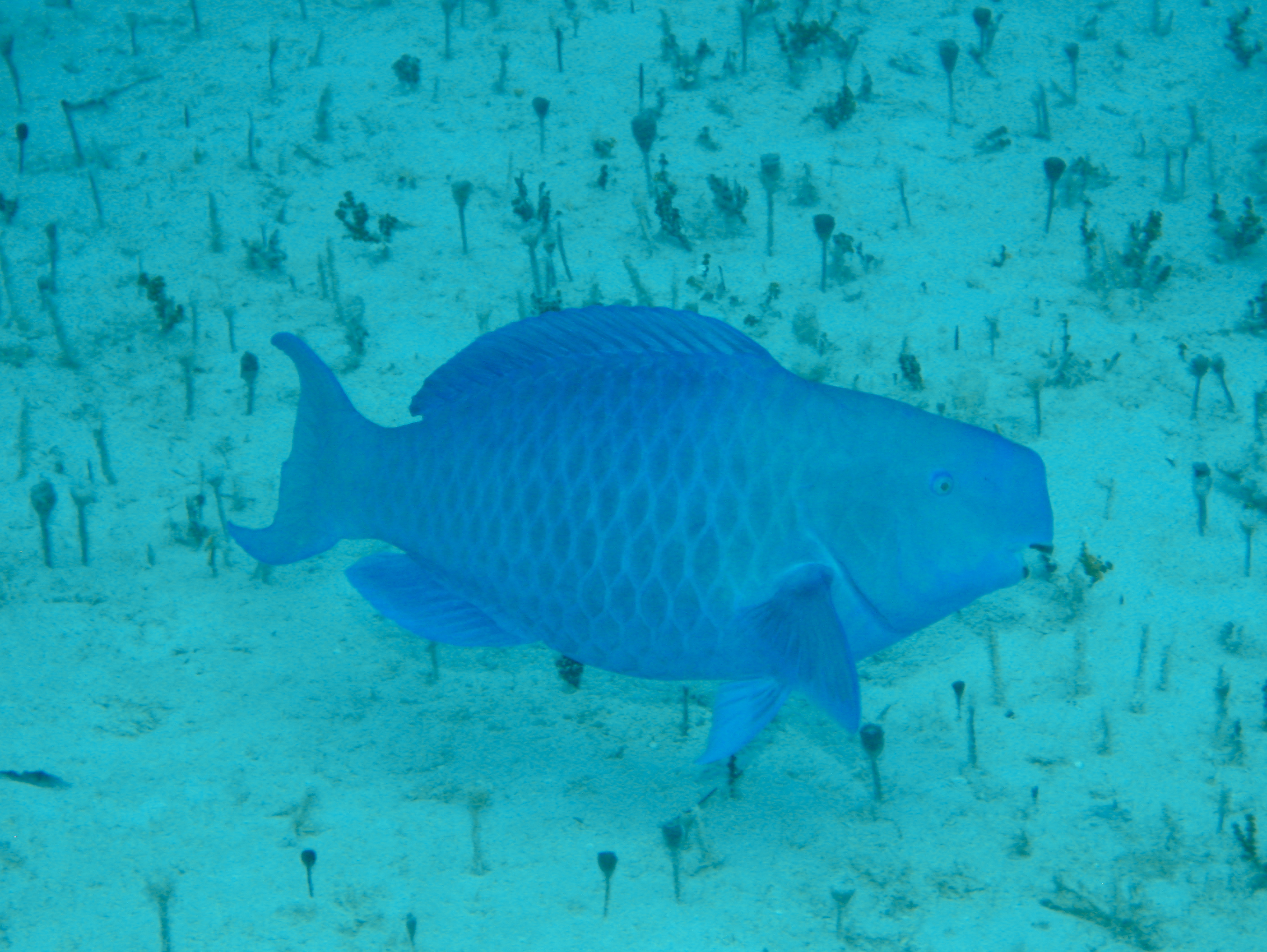
اللون الأزرق المُتجانس للسمكة
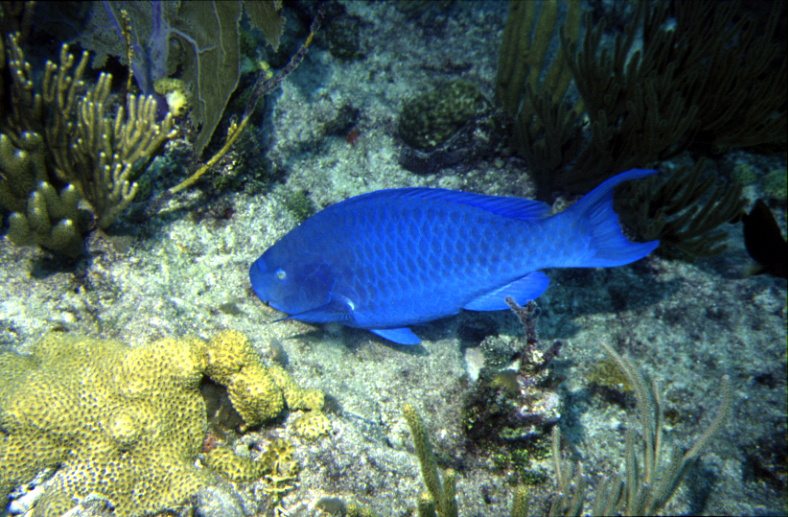
سمكة الببغاء الأزرق في فلوريدا